# 도클랜즈 스타디움

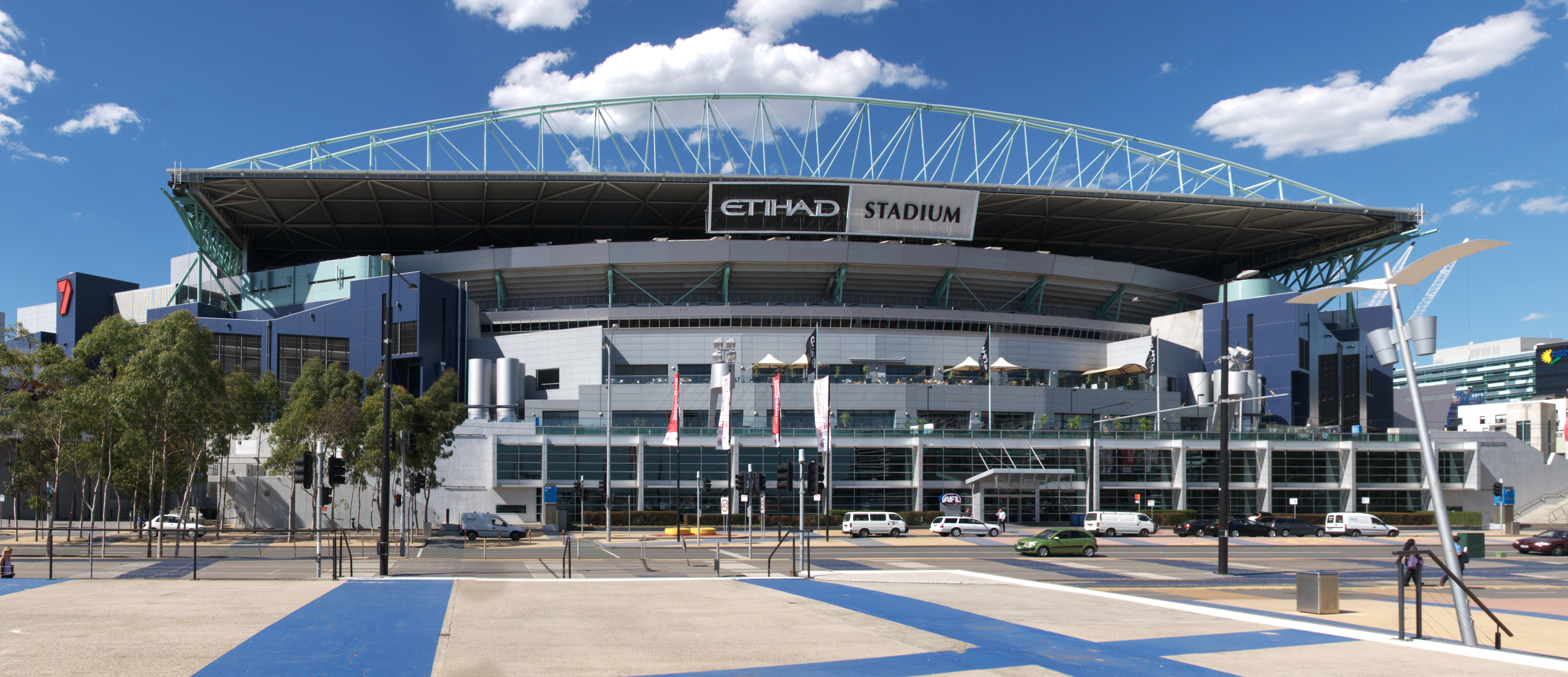
도클랜즈 스타디움

도클랜즈 스타디움(영어: Docklands Stadium)은 오스트레일리아 멜버른 도클랜즈 지역에 있는 개폐식 돔 경기장이다. 콜로니얼 스타디움(Colonial Stadium), 텔스트라 돔(Telstra Dome), 에티하드 스타디움(Etihad Stadium)이라는 이름으로도 잘 알려져 있다.